# Parco nazionale di Nikkō
Il parco nazionale di Nikkō (日光国立公園?) è un parco nazionale nella regione di Kantō. Il parco si estende su quattro prefetture: prefettura di Tochigi, prefettura di Gunma, prefettura di Fukushima e prefettura di Niigata.
Ci sono molte attrazioni, tra cui:
- Nikko Tosho-gu
- Lago Chuzenji
- Cascate Kegon
- Cascate Ryūzu
- Monte Nantai
- Monte Nikkō-Shirane
- Palude Ozegahara